# Glitter (álbum)
Glitter es la banda sonora de la película del mismo nombre y el octavo álbum de estudio de la cantante estadounidense Mariah Carey. Fue publicado el 11 de septiembre de 2001 por la compañía discográfica Virgin Records. Fue una completa desviación musical de cualquiera de los lanzamientos anteriores de Carey, centrándose en gran medida en recrear una era post-disco de la década de 1980 para acompañar la película, ambientada en 1983. Al versionar o samplear muchas melodías y canciones antiguas, Carey creó Glitter como un álbum que ayudaría a los espectadores a conectarse con la película, así como a incorporar baladas recién escritas. La cantante colaboró con Jimmy Jam y Terry Lewis y DJ Clue, quienes coprodujeron el álbum.
Musicalmente, Glitter fue estructurado para ser un álbum con influencia retro y tener un elemento más orientado al dance. En varias canciones, los críticos señalaron que Carey era más sexualmente sugerente en cuanto a las letras que antes, en parte debido a la inclusión de varios músicos invitados de hip hop. Glitter incluyó varios otros artistas musicales como Eric Benét, Ludacris, Busta Rhymes, Fabolous y Ja Rule.
Tras su lanzamiento, tanto el álbum como la película que lo acompaña recibieron reseñas generalmente negativas de los críticos, que sintieron que falló al tratar de capturar un tema genuino de la década de 1980, y hubo demasiados artistas invitados. Sin embargo, revisiones retrospectivas han sido en gran medida positivas, muchos diciendo que el álbum fue injustamente difamado. Universalmente, Glitter fue visto como un fracaso comercial y crítico. Si bien debutó en el número siete del Billboard 200 de EE. UU., tuvo las ventas más bajas en su primera semana de cualquier álbum que Carey había lanzado. A nivel internacional, alcanzó su punto máximo fuera de los diez primeros puestos en las listas de varios países, pero encabezó las listas en Japón. Glitter se convirtió en el álbum menos exitoso de Carey en ese momento, vendiendo dos millones de copias en todo el mundo. Las bajas ventas del álbum, el único grabado por Carey con Virgin, hicieron que la cantante abandonara la discográfica a principios de 2002.
Se lanzaron varios sencillos, pero alcanzaron posiciones débiles en las listas. "Loverboy" fue el primer sencillo del álbum y rápidamente se convirtió en el sencillo principal peor posicionado de Carey a nivel mundial. A medida que la canción se estancó en las listas estadounidenses, Virgin bajó su precio para impulsar las ventas, lo que ayudó a que alcanzara el número dos en el Billboard Hot 100 de EE. UU.. Internacionalmente, la canción no logró obtener mucha tracción. Los sencillos posteriores no lograron tener un gran impacto en las listas mundiales prominentes, y algunos no lo hicieron en absoluto. Casi dos décadas después de su lanzamiento, Glitter comenzó a atraer grandes elogios de los críticos y ha desarrollado un seguimiento de culto.
Según Nielsen SoundScan, hasta marzo de 2013, Glitter vendió 652 000 copias en los Estados Unidos.

## Antecedentes
Luego de terminar la promoción de su sexto álbum de estudio Butterfly en 1998, Carey empezó a escribir el guion para una película, lo cual puso por título All That Glitters. Sin embargo, el proyecto tuvo una pausa, ya que Carey y Columbia Records trabajaban para un disco de grandes éxitos, que se convirtió en #1's, lanzado en noviembre de 1998. Durante ese lapso, la relación personal y profesional de Carey y su exesposo y jefe de Columbia Records, Tommy Mottola no era tan buena, ya que este último quería dejar  a Carey dentro  del sello y esta quería salir por diferentes motivos, ya que ella se estaba divorciando de este. Sin embargo, Carey pidió a Columbia un álbum más para terminar su contrato, fue cuando viajó hasta Japón para liberarse de su controlador exesposo ya que no la dejaba hacer la música como ella quería. Su séptimo álbum de estudio, Rainbow, fue lanzado en noviembre de 1999 que lo acabó en solo 3 meses. Luego de la promoción del álbum, Carey abandonó Sony Music y se centra en finalizar el guion para la película, en el cual se cambia el nombre de All That Glitters a simplemente Glitter.
Durante la grabación de la película, Carey y Luis Miguel terminaron su relación a inicios de 2001 debido al tiempo que la cantante tomaba para terminar las grabaciones. La ruptura de Carey y Luis Miguel, estando en un nuevo sello discográfico, filmando una película y grabando el álbum/banda sonora del mismo, provocó a Carey un colapso físico y emocional a mediados de ese año.

## Descripción
Como álbum concepto de los sonidos de los años 80, Glitter contiene contribuciones de figuras dominantes de aquel periodo: Rick James escribió "All My Life", Jimmy Jam y Terry Lewis versionaron su canción "Didn't Mean to Turn You On" y escribieron con Carey la canción retro Want You, mientras que el grupo Cameo aparece en el sencillo "Loverboy". El álbum también contiene colaboraciones de los raperos Busta Rhymes, Mystikal, Da Brat, Ludacris, Fabolous, Ja Rule y Nate Dogg.

## Acogida
El álbum fue lanzado poco antes de que se estrenase la película Glitter y ambos fueron un fracaso en términos comerciales y de crítica. Según Carey, las bajas ventas del álbum se debía a la coincidencia del lanzamiento con los atentados del 11 de septiembre de 2001. En una entrevista, afirmó: "El 11 de septiembre, los programas de cotilleos necesitaban algo con que distraer de lo que estaba pasando. Me convirtieron en saco de boxeo. Lo hicieron porque el álbum estaba en el número 2 y no en el número 1 (refiriéndose a la posición del single Loverboy y no del álbum). Los medios se rieron de mí y me atacaron".
El álbum debutó en el número 7 en la lista estadounidense Billboard 200, con unas ventas de 116.000 copias en la primera semana, aunque cayó rápidamente: permaneció entre los primeros veinte puestos durante dos semanas y salió de la lista después de doce. La asociación estadounidense RIAA certificó Glitter como disco de platino en octubre de 2001. Sin embargo, en Japón se convirtió en un gran éxito, donde fue la primera banda sonora en llegar al número uno y vendió más de 400,000 copias; siendo su quinto álbum número 1 en Japón después de Merry Christmas, Daydream, Butterfly y #1's. El éxito fue modesto en mercados más pequeños, como Grecia, Corea del Sur, Filipinas, España e Italia.
Más de 15 años más tarde, un grupo de fanes inició una campaña que fue tendencia en Twitter con el hashtag #JusticeForGlitter, aproximadamente varios días antes del lanzamiento de su decimoquinto álbum Caution. Esta campaña impulsó el álbum Glitter a llegar a la posición N.º 1 en la lista de álbumes de iTunes de varios países, incluyendo los Estados Unidos. Carey, en respuesta a la campaña y como agradecimiento a sus seguidores por el mismo, decidió incluir como parte del repertorio de su gira Caution World Tour, un medley de temas de Glitter que incluyen: Never Too Far, Loverboy, Last Night a DJ Saved My Life y Didn't Mean To Turn You On. 

### Sencillos
El primer sencillo, "Loverboy", fue el primer sencillo oficial que no llega al número 1 en el Billboard Hot 100; logrando posicionarse en el número 2. Fue top 10 en Australia y Canadá y en el resto del mundo tuvo poco éxito. 
Los siguientes dos sencillos, Never Too Far y Don't Stop (Funkin' 4 Jamaica), no logran entrar en la lista Billboard Hot 100. 
Se grabó un vídeo para el cuarto sencillo, "Last Night a DJ Saved My Life", pero no llegó a publicarse, ya que Virgin Records interrumpió la promoción del álbum y rompió el contrato con la cantante. 
La canción "If We" fue remezclada por Damizza y publicada como sencillo con el nombre What Would You Do, con Butch Cassidy, Nate Dogg y Carey en 2004. Un desencuentro entre Damizza y Shade Sheist llevó a Damizza a colaborar con Cassidy para sustituir a Sheist en la versión del sencillo. Sheist respondió con su propio remix, llamado G-Mix, y que era otra versión con Nune y Carey. What Would You Do no llegó a entrar en la lista Billboard Hot 100 y prácticamente no se emitió en las radios europeas.

## Recepción crítica
En el sitio web Metacritic, que promedia las críticas profesionales en una puntuación numérica, el álbum recibió una calificación de 59/100, lo que indica "críticas generalmente mixtas o promedio". El crítico de Allmusic, Stephen Thomas Erlewine le dio al álbum una y media estrellas de cinco, llamándolo un "colapso total: el equivalente pop de Chernóbil" y escribió "Es una vergüenza, una que podría haber sido más fácil de ver si su creador no estaba tan cerca de la destrucción emocional en el momento del lanzamiento". Michael Paoletta de Billboard fue menos crítico y lo citó como un "pequeño paso en una carrera estelar que le ha valido al cantante algunos pases gratis". La editora Sarah Rodman de The Boston Herald le dio a Glitter una crítica mixta, alabando la composición y voz de Carey, aunque criticó el exceso de invitados musicales. Mientras criticaba la lista de apariciones del álbum, Rodman escribió que "los artistas contribuyen principalmente con jibber jabber que distrae y promueve todo sobre lo que podría haber sido el mejor disco y el más emocionalmente maduro hasta la fecha". El editor de Daily News, Chuck Campley, calificó el álbum con dos estrellas y media de cinco, y escribió:" Tal vez fue lo mejor que Mariah Carey pudo reunir en esas circunstancias, pero 'Glitter' necesitaba más trabajo". David Browne de Entertainment Weekly le dio a Glitter una reseña mixta, criticando la abundancia de raperos y describiendo la voz de Carey como" apenas allí "en varias pistas. Concluyendo su reseña con una nota pobre, Browne escribió" 'Glitter' es un desastre, pero su salto de género desvergonzado (y el choque de Carey) lo convierte en un álbum conceptual involuntario sobre el costo de la implacable carrera".

## Lista de canciones
| Glitter |                                                                          |                                                                                      |                                                         |          |  |
| N.º     | Título                                                                   | Escritor(es)                                                                         | Productor(es)                                           | Duración |  |
| 1.      | «Loverboy (Remix)» (con Da Brat, Ludacris, Twenty II y Shawnna)          | Mariah Carey, Larry Blackmon, Thomas Jenkins, Da Brat, Ludacris, Twenty II y Shawnna | Carey, Clark Kent                                       | 4:30     |  |
| 2.      | «Lead the Way»                                                           | Carey, Walter Afanasieff                                                             | Carey, Afanasieff, Jimmy Jam, Terry Lewis, James Wright | 3:53     |  |
| 3.      | «If We» (con Ja Rule y Nate Dogg)                                        | Carey, Damion Young, Howie Hersh, Jeffrey Atkins, Nathaniel Hale                     | Carey, Damizza                                          | 4:20     |  |
| 4.      | «Didn't Mean to Turn You On»                                             | James Harris, Lewis                                                                  | Carey, Jam, Lewis                                       | 4:54     |  |
| 5.      | «Don't Stop (Funkin' 4 Jamaica)» (con Mystikal)                          | Carey, Ernesto Shaw, Duro, Thomas Brown, Toni Smith, Michael Tyler                   | Carey, DJ Clue, Duro                                    | 3:37     |  |
| 6.      | «All My Life»                                                            | Rick James                                                                           | Carey, James                                            | 5:09     |  |
| 7.      | «Reflections (Care Enough)»                                              | Carey, Philippe Pierre                                                               | Carey, Jam, Lewis                                       | 3:20     |  |
| 8.      | «Last Night a D.J. Saved My Life» (con Busta Rhymes, Fabolous y DJ Clue) | Michael Cleveland                                                                    | Carey, Clue, Duro                                       | 6:43     |  |
| 9.      | «Want You» (con Eric Benét)                                              | Carey, Harris, Lewis, Wright                                                         | Caey, Jam, Lewis                                        | 4:43     |  |
| 10.     | «Never Too Far»                                                          | Carey, Harris, Lewis                                                                 | Carey, Jam, Lewis                                       | 4:21     |  |
| 11.     | «Twister»                                                                | Carey, Harris, Lewis, Wright                                                         | Carey, Jam, Lewis                                       | 2:26     |  |
| 12.     | «Loverboy» (con Cameo)                                                   | Carey, Blackmon, Jenkins                                                             | Carey, Kent                                             | 3:49     |  |

| Pista adicional de la edición japonesa |                                            |                                 |                      |          |  |
| N.º                                    | Título                                     | Escritor(es)                    | Productor(es)        | Duración |  |
| 13.                                    | «Loverboy» (MJ Cole main remix radio edit) | Carey, Blackmon, Thomas Jenkins | Carey, Kent, MJ Cole | 4:13     |  |

## Listas

### Semanales
| País           | Lista (2001)                      | Mejor posición |
| -------------- | --------------------------------- | -------------- |
| Alemania       | Media Control Charts              | 7              |
| Australia      | ARIA                              | 13             |
| Austria        | Ö3 Austria Top 40                 | 14             |
| Bélgica        | Ultratop Flandes                  | 10             |
| Bélgica        | Ultratop Valonia                  | 11             |
| Canadá         | Billboard Canadian Albums         | 4              |
| Dinamarca      | Hitlisten                         | 12             |
| Escocia        | OCC                               | 39             |
| España         | PROMUSICAE                        | 3              |
| Estados Unidos | Billboard 200                     | 7              |
| Estados Unidos | Billboard (Bandas Sonoras)        | 1              |
| Estados Unidos | Top R&B/Hip-Hop Albums            | 6              |
| Europa         | Top 100                           | 5              |
| Francia        | SNEP                              | 5              |
| Hungría        | Mahasz                            | 37             |
| Irlanda        | IRMA                              | 28             |
| Italia         | FIMI                              | 5              |
| Japón          | Oricon                            | 1              |
| Malasia        | RIM                               | 6              |
| Noruega        | VG-lista                          | 11             |
| Nueva Zelanda  | RMNZ                              | 11             |
| Países Bajos   | MegaCharts                        | 12             |
| Polonia        | ZPAV                              | 23             |
| Reino Unido    | UK Albums Chart                   | 10             |
| Reino Unido    | R&B Albums UK Albums Chart        | 1              |
| Reino Unido    | Soundtrack Albums UK Albums Chart | 9              |
| Suecia         | Sverigetopplistan                 | 30             |
| Suiza          | Swiss Music Charts                | 10             |

### Anuales
| País           | Lista (2001)                    | Mejor posición |
| -------------- | ------------------------------- | -------------- |
| Estados Unidos | Billboard Top Soundtrack Albums | 14             |
| Francia        | SNEP                            | 110            |
| Japón          | Oricón                          | 88             |

## Certificaciones
| País (Proveedor)      | Certificación | Ventas  |
| --------------------- | ------------- | ------- |
| Brasil (ABPD)         | —             | 60,000  |
| España (PROMUSICAE)   | Oro           | 50,000  |
| Estados Unidos (RIAA) | Platino       | 666,000 |
| Francia (SNEP)        | Oro           | 121,900 |
| Japón (RIAJ)          | Platino       | 450,000 |
| Reino Unido (BPI)     | —             | 55,080  |
| Suiza (IFPI Suiza)    | Oro           | 20,000  |